# لیندا اونیل
لیندا اونیل (انگلیسی: Linda O'Neill؛ زادهٔ ۲۵ مهٔ ۱۹۹۲) بازیکن فوتبال اهل استرالیا است.
وی همچنین در تیم‌های ملی فوتبال Australia women's national under-17 soccer team و Australia women's national under-20 soccer team بازی کرده‌است.